# أندرو ألين
أندرو ألين (بالإنجليزية: Andrew Allen) هو محامي وسياسي أمريكي، ولد في 1 يونيو 1740 في فيلادلفيا في الولايات المتحدة، وتوفي في 7 مارس 1825 في لندن في المملكة المتحدة.